# Merrill McCormick
Pour les articles homonymes, voir McCormick.

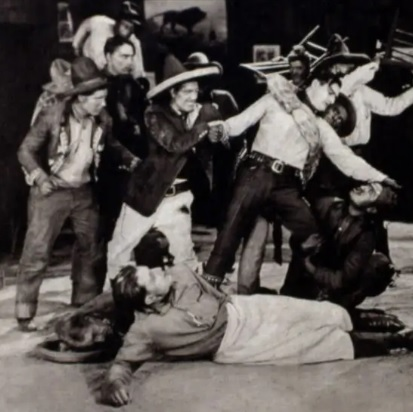
Merrill McCormick (2e à g. au second plan) et Tom Mix (debout à d.), dans Hands Off! (1921)

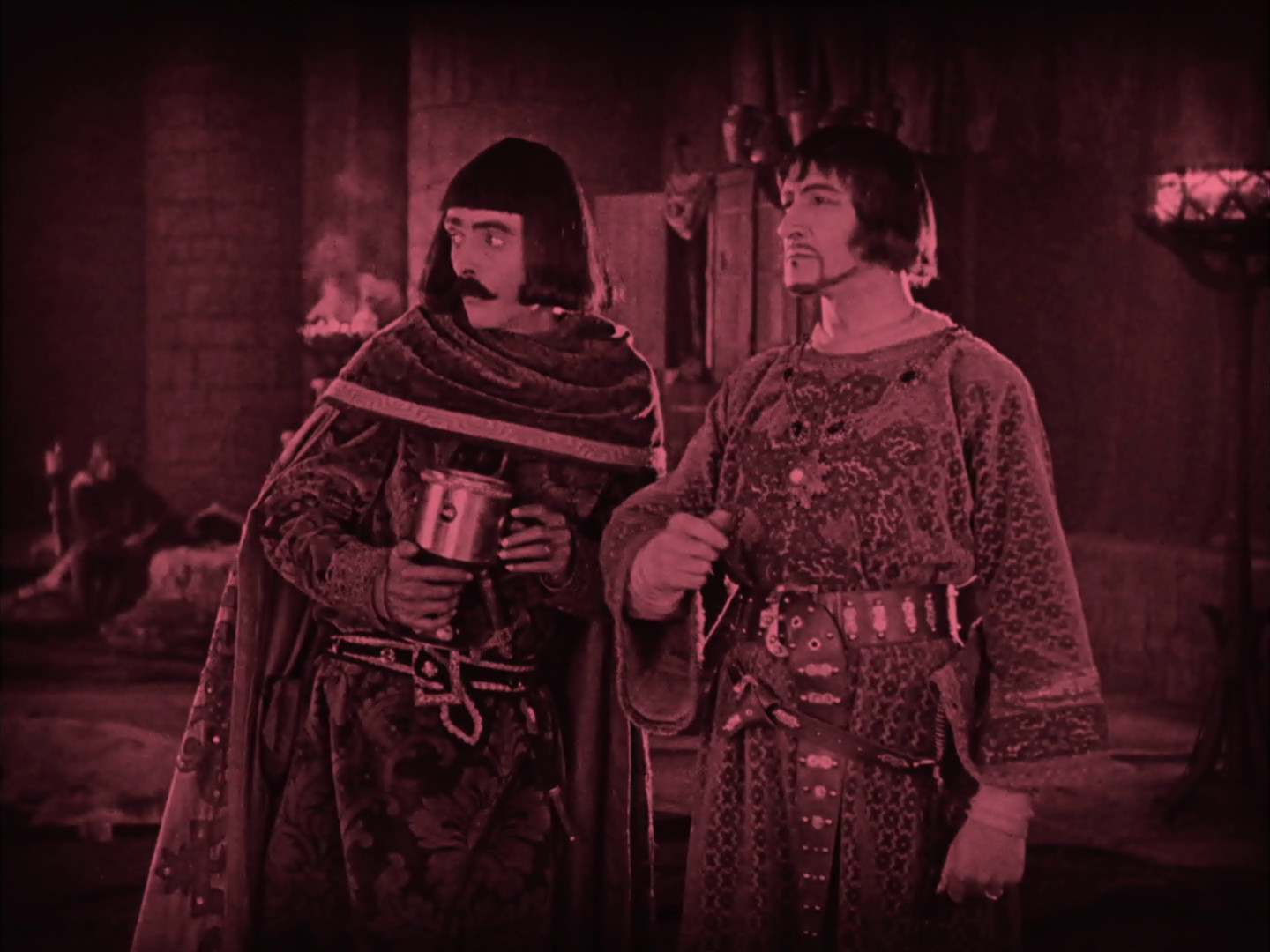
Merrill McCormick (à g.) et Sam De Grasse, dans Robin des Bois (1922)

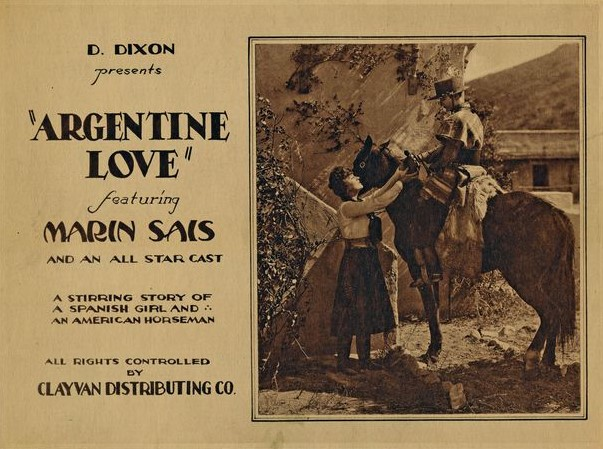
Good Men and Bad (ou Argentine Love, 1923), poster promotionnel avec Marin Sais (acteur et réalisateur)

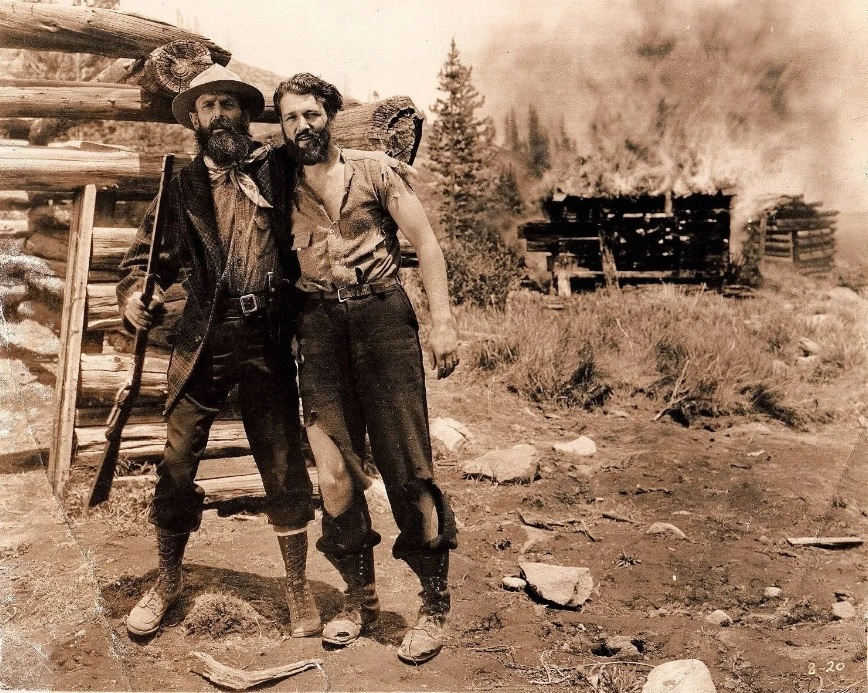
Merrill McCormick (à g.) et Alfred Delcambre, dans Toundra (1936)

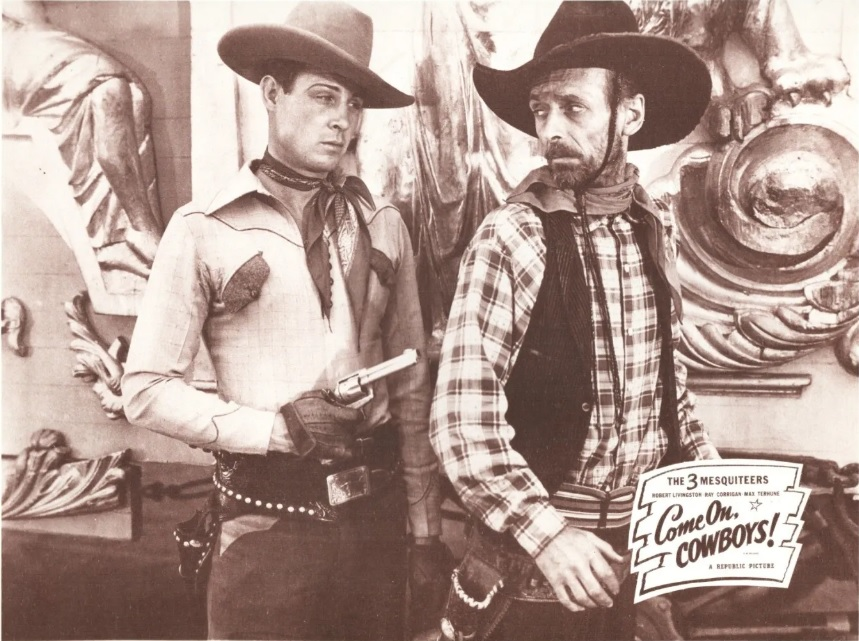
Robert Livingston (à g.) et Merrill McCormick, dans Come On, Cowboys (1937)

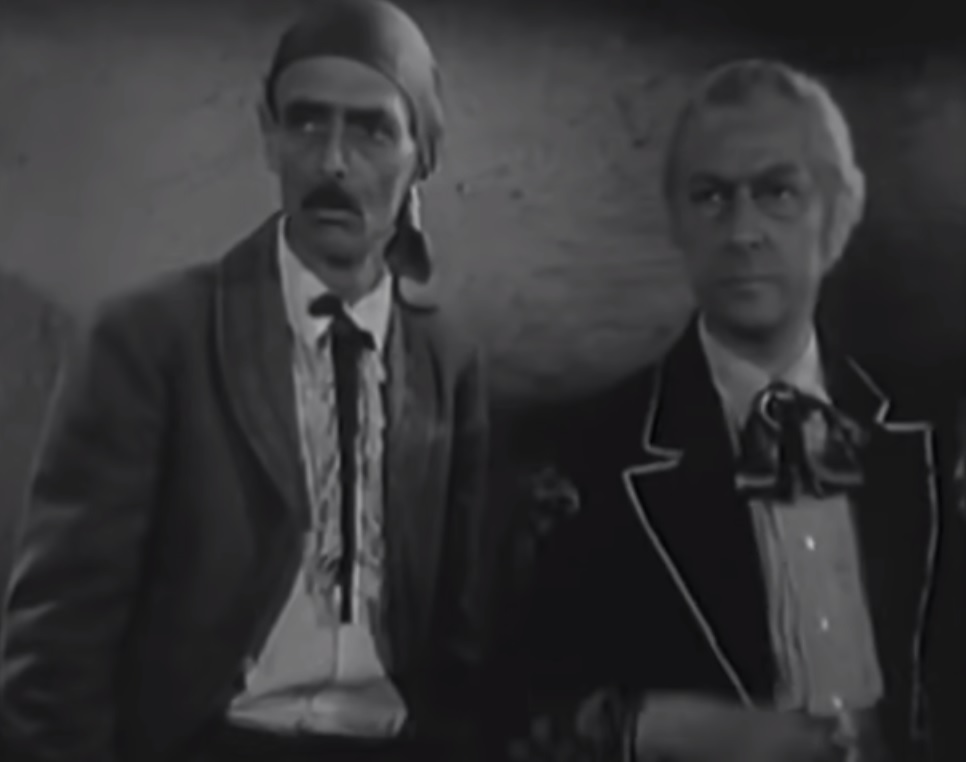
Merrill McCormick (à g.) et Frank Puglia dans In Old Caliente (1939)

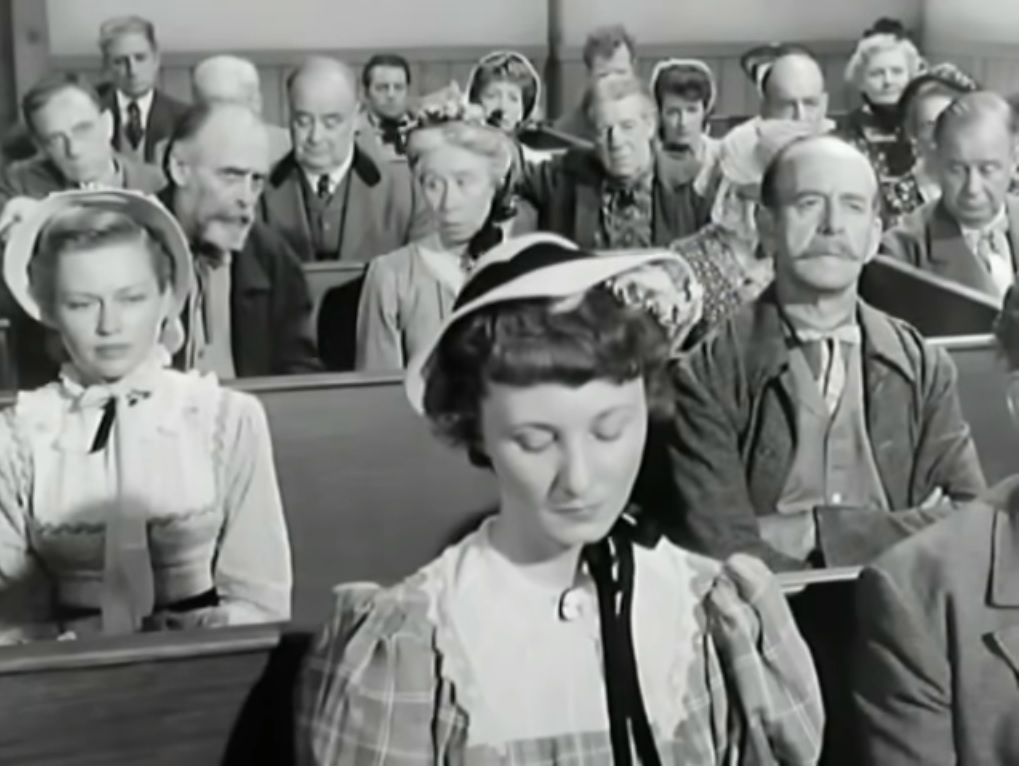
Le train sifflera trois fois (1952), scène du tribunal avec Merrill McCormick au 3e rang à g.

William « Bill » Merrill McCormick, né le 5 février 1892 à Denver (Colorado) et mort le 19 août 1953 à San Gabriel (Californie), est un acteur, réalisateur et scénariste américain.

## Biographie
Second rôle de caractère (parfois non crédité) au cinéma dès la période du muet, Merrill McCormick contribue à trois-cent-vingt-huit films américains (principalement des westerns), depuis le court métrage Between Midnight de Carter DeHaven (1916, avec Henry Bergman et Harry Depp) jusqu'à Une femme qui s'affiche de George Cukor (sortie posthume, 1954, avec Judy Holliday et Peter Lawford).
Entretemps, mentionnons Red Courage de B. Reeves Eason (1921, avec Hoot Gibson et Molly Malone), Robin des Bois d'Allan Dwan (1922, avec Douglas Fairbanks et Enid Bennett), La Ville fantôme de Mack V. Wright (1936), La Chevauchée fantastique de John Ford (1939) et Sacramento de William C. McGann (1942), trois westerns avec John Wayne, ou encore Le train sifflera trois fois de Fred Zinnemann (1952, avec Gary Cooper et Grace Kelly).
Il apparaît également à la télévision américaine dans six séries (dont cinq de western) entre 1950 et 1954 (diffusion posthume), la première étant Cisco Kid (six épisodes, 1950-1951).
Par ailleurs, il réalise deux films muets, le western Good Men and Bad (ou Argentina Love, 1923), puis le drame A Son of the Desert (en) (1928), tous deux avec Marin Sais et le réalisateur (qui est scénariste du second).
Merrill McCormick meurt en 1953, à 61 ans, d'une crise cardiaque.

## Filmographie partielle
(acteur, sauf mention complémentaire)

### Cinéma

#### Période du muet (1916-1928)
- 1916 : Between Midnight de Carter DeHaven (court métrage) : le détective Hugo Tell
- 1921 : Hands Off! (en) de George Marshall : Tony Alviro
- 1921 : Red Courage de B. Reeves Eason : Percy Gibbons
- 1922 : Robin des Bois (Robin Hood) d'Allan Dwan : l'homme de confiance du prince Jean
- 1923 : Good Men and Bad ou Argentine Love : Don Pedro Martinez (+ réalisateur)
- 1924 : Pioneer's Gold (en) de Victor Adamson : Pascale
- 1925 : Vic Dyson Pays (en) de Jacques Jaccard : Albert Stacey
- 1925 : Flashing Steeds (en) d'Horace B. Carpenter : Lord Algernon Rathburne
- 1925 : Reckless Courage (en) de Tom Gibson (en) : Chuck Carson
- 1926 : The Desperate Game (en) de Joseph Franz et Milburn Morante : Luke Grayson
- 1926 : The Last Chance (en) d'Horace B. Carpenter : « Black » Bart
- 1927 : Whispering Smith Rides (en) de Ray Taylor : « Deaf » Leffingwell
- 1927 : Arizona Nights (en) de Lloyd Ingraham : « Speed » Lester
- 1928 : A Son of the Desert (en) : le sheik Hammid Zayad (+ réalisateur et scénariste)
- 1928 : The Apache Raider (en) de Leo D. Maloney : Ray Wharton

#### Période du parlant (1929-1954)
- 1930 : Le Dernier des Duane (The Last of the Duanes) de Alfred L. Werker : un homme de main
- 1930 : The Spoilers d'Edwin Carewe : un mineur
- 1931 : Battling with Buffalo Bill de Ray Taylor (serial) : Len Tampas
- 1931 : Le Ranch de la terreur (The Range Feud) de D. Ross Lederman : un vacher
- 1931 : Le Roi de la jungle (King of the Wild) de B. Reeves Eason et Richard Thorpe (serial) : un officier du navire
- 1932 : La Loi du coup de poing (Two-Fisted Law) de D. Ross Lederman : l'agent Green
- 1932 : L'Aigle blanc (White Eagle) de Lambert Hillyer : un conducteur de diligence blessé
- 1932 : Border Devils de William Nigh : Jose Lopez
- 1933 : La Chevauchée de la gloire ou Les Trois Mousquetaires (The Three Musketeers) de Colbert Clark et Armand Schaefer (serial) : Ben Yosif
- 1933 : Secrets (titre original) de Frank Borzage : un bandit
- 1934 : Un rude cow-boy (The Dude Ranger) d'Edward F. Cline : un client de la banque
- 1935 : Les Nouvelles Aventures de Tarzan (The New Adventures of Tarzan) d'Edward A. Kull et Wilbur F. McCaugh (serial) : Bouchart (ch. 1) / Lopez (ch. 10)
- 1936 : La Ville fantôme (Winds of the Wasterland) de Mack V. Wright : Pete
- 1936 : Toundra (en) (Tundra ou Arctic Fury) de Norman Dawn : le trappeur Mack
- 1936 : Rebellion de Lynn Shores (en) : Dr Semple
- 1936 : Je n'ai pas tué Lincoln (The Prisoner of Shark Island) de John Ford : un aide du commandant de la prison
- 1936 : La Fille du bois maudit (The Trail of the Lonesome Pine) d'Henry Hathaway : un membre du clan Falin
- 1936 : Sous deux drapeaux (Under two Flags) de Frank Lloyd : un soldat de la 17e Compagnie
- 1937 : Zorro Rides Again de William Witney et John English (serial) : un homme de main
- 1937 : Come On, Cowboys (en) de Joseph Kane : Dan
- 1937 : Le Champion (Boots and Saddles) de Joseph Kane
- 1937 : Le Dernier Train de Madrid (The Last Train from Madrid) de James Patrick Hogan : un officier
- 1938 : Crépuscule (Under Western Stars) de Joseph Kane : un colporteur
- 1938 : Le Roi des gueux (If I Were King) de Frank Lloyd : un voyou
- 1939 : La Chevauchée fantastique (Stagecoach) de John Ford : Ogler
- 1939 : In Old Caliente (en) de Joseph Kane : Pedro
- 1939 : Les Conquérants (Dodge City) de Michael Curtiz : un lyncheur
- 1939 : Vers sa destinée (Young Mr. Lincoln) de John Ford : un villageois
- 1939 : La Tour de Londres (Tower of London) de Rowland V. Lee : un mendiant
- 1939 : Femme ou Démon (Destry Rides Again) de George Marshall : un villageois
- 1940 : Arizona (titre original) de Wesley Ruggles : un client du saloon
- 1941 : Texas (titre original) de George Marshall : un rancher
- 1941 : Qu'elle était verte ma vallée (How Green Was My Valley) de John Ford : un villageois
- 1942 : Sacramento (In Old California) de William C. McGann : un complice de Dawson
- 1942 : La Cicatrice (The Silver Bullet) de Joseph H. Lewis : Pete Sleen
- 1942 : Le Canyon perdu (Lost Canyon) de Lesley Selander : un homme de main
- 1942 : Créature du diable (Dead Men Walk) de Sam Newfield : un villageois
- 1943 : Les bourreaux meurent aussi (Hangmen Also Die!) de Fritz Lang : un chauffeur de taxi
- 1943 : La Vallée infernale (Buckskin Frontier) de Lesley Selander : un homme de main
- 1943 : Hitler's Madman de Douglas Sirk : un assistant-médecin
- 1943 : Le Cavalier du Kansas (The Kansan) de George Archainbaud : un villageois
- 1943 : Mademoiselle ma femme (I Dood It) de Vincente Minnelli : un soldat de l'Union
- 1944 : Les Aventures de Mark Twain (The Adventures of Mark Twain) d'Irving Rapper : un villageois
- 1945 : San Antonio (titre original) de David Butler : un villageois
- 1945 : Les Sacrifiés (They Were Expendable) de John Ford et Robert Montgomery : l'officier blessé avec canne à l'aéroport
- 1945 : Les peaux-rouges attaquent (Gun Town) de Wallace Fox : un villageois
- 1948 : La Fin d'un tueur (The Dark Past) de Rudolph Maté : un passager du bus
- 1949 : Pris au piège (Caught) de max Ophüls : un client du magasin
- 1949 : El Paso, ville sans loi (El Paso) de Lewis R. Foster : un pilier de bar
- 1949 : La Scène du crime (Scene of the Crime) de Roy Rowland : le vieil homme
- 1950 : Voyage à Rio (Nancy Goes to Rio) de Robert Z. Leonard : un invité de la fête
- 1950 : Le Roi du tabac (Bright Leaf) de Michael Curtiz : un villageois
- 1950 : Cas de conscience (Crisis) de Richard Brooks : le vieil homme à la cicatrice
- 1950 : J'ai tué Billy le Kid (I Shoot Billy the Kid) de William Berke : un cavalier
- 1950 : La Porte du diable (Devil's Doorway) d'Anthony Mann : un fermier
- 1950 : Kim (titre original) de Victor Saville : un éleveur de chèvres
- 1951 : La Bagarre de Santa Fe (Santa Fe) d'Irving Pichel : un villageois
- 1952 : Le train sifflera trois fois (High Noon) de Fred Zinnemann : Fletcher
- 1952 : L'Ange des maudits (Rancho Notorious) de Fritz Lang : un spectateur de la course
- 1952 : Les Rivaux du rail (Denver and Rio Grande) de Byron Haskin : Mac
- 1952 : Duel sans merci (The Duel at Silver Creek) de Don Siegel : un villageois
- 1952 : Violence à Park Row (Park Row) de Samuel Fuller : un passant
- 1953 : Victime du destin (The Lawless Bread) de Raoul Walsh : un pilier de bar
- 1953 : La Belle Rousse du Wyoming (The Redhead from Wyoming) de Lee Sholem : un villageois
- 1953 : Kansas Pacific de Ray Nazarro : un vieux travailleur
- 1953 : Le soleil brille pour tout le monde (The Sun Shines Bright) de John Ford : un villageois
- 1953 : Salomé (Salome) de William Dieterle : un membre du conseil d'Hérode
- 1953 : La Femme rêvée (Dream Wife) de Sidney Sheldon : un vieux bukistanais
- 1953 : La Rivière de la poudre (Powder River) de Louis King : un villageois
- 1953 : L'aventure est à l'ouest (The great Sioux Uprising) de Lloyd Bacon : un rancher
- 1953 : La Légende de l'épée magique (The Golden Blade) de Nathan Juran : un citoyen
- 1953 : La Nuit sauvage (Devil's Canyon) d'Alfred L. Werker : un prisonnier
- 1953 : La Tunique (The Robe) d'Henry Koster : un citoyen
- 1953 : La Blonde du Far-West (Calamity Jane) de David Butler : un pilier de bar
- 1953 : Fort Bravo (Escape from Rio Bravo) de John Sturges : un prisonnier confédéré
- 1954 : Une femme qui s'affiche (It Should Happen to You) de George Cukor : un invité

### Télévision
(séries)
- 1950-1951 : Cisco Kid (The Cisco Kid)
  - Saison 1, épisode 17 Dog Story (1950 : un villageois) d'Albert Herman, épisode 19 The Old Bum (1950: un villageois) d'Albert Herman et épisode 26 Water Rights (1951 : un cavalier) d'Albert Herman
  - Saison 2, épisode 3 Postal Inspector (1951 : un villageois) de Paul Landres, épisode 5 Foreign Agent (1951 : Panamint) de Paul Landres et épisode 11 The Bates Story (1951 : Hayden) de Paul Landres
- 1951-1952 : Les Aventures de Wild Bill Hickok (en) (The Adventures of Wild Bill Hickok)
  - Saison 2, épisode 12 The Slocum Family (1951) de Frank McDonald : le shérif
  - Saison 3, épisode 3 Blacksmith Story (1952) de Frank McDonald : Sam Peters
- 1952 : The Roy Rogers Show (en), saison 2, épisode 1 Death Medicine : Ed Bailey
- 1951-1954 : The Gene Autry Show (en)
  - Saison 2, épisode 8 The Bandits of Boulder Bluff (1951) de George Archainbaud : George Colby
  - Saison 4, épisode 1 Santa Fe Raiders (1954) de D. Ross Lederman : un villageois